# Aura Airlines SL
Aura Airlines SL. (previamente Gowair Vacation Airlines) fue una aerolínea española  basada en el Aeropuerto Adolfo Suárez Madrid–Barajas. Creada por el touroperador Gowaii, operó vuelos chárter en Europa y alquiler de aeronaves a otras aerolíneas. 
La compañía recibió su primera aeronave, un Airbus A320, en julio de 2017 y un segundo A320 comenzó sus vuelos el 13 de julio de 2018. 
Cesó sus operaciones en octubre de 2022 debido a una deuda de más de 20 millones de euros con Iberia y Globalia.

## Antigua flota
La flota de la aerolínea estuvo compuesta en por las siguientes aeronaves:
| Aeronaves       | Total | Introducido | Retirado | Matrículas                              |
| --------------- | ----- | ----------- | -------- | --------------------------------------- |
| Airbus A320-200 | 5     | 2018        | 2022     | EC-NMY, EC-NOZ, EC-LRM, EC-MQH y EC-MXJ |
| Airbus A330-200 | 1     | 2021        | 2022     | EC-NOE                                  |